# Kierżno
Pour les articles homonymes, voir Kierzno.
Kierżno est une localité polonaise de la gmina de Nowogrodziec, située dans le powiat de Bolesławiec en voïvodie de Basse-Silésie.